# 蘭契
蘭契 是印度的城市，是賈坎德邦的首府，位於該國東北部，面積175平方公里，海拔高度729米，受熱帶季風氣候影響，每年平均降雨量1,462毫米，2019年人口2,190,645。

## 地理
兰契海拔约729米，位于德干高原西部的乔塔纳格普尔高原的南端。
兰契也因境内有大量瀑布而被称为"瀑布之城"。苏伯尔讷雷卡河及其支流组成了当地的水文网络。因不断增长的人口导致的供水需求，河上建有数座水坝。
因山谷地势及茂密的热带丛林，该城的气候较贾坎德邦内其他城市要温和。

## 经济
在英属印度期间，兰契是东印度的重要行政及军事中心，这使得该城也成为了地区贸易中心。
兰契的经济一部分依靠养蚕业和虫胶生产，但同时也依靠兴盛的农业（主要为绿色蔬菜），生产的蔬菜足以供应全邦及比哈尔邦和加尔各答。
兰契市内及其周围的工业包括Heavy Engineering Corporation、MECON、CCA、CMPDI及Shipping Corporation of India等。另外还有生产钢丝及电缆的Usha Martin Limited公司等。
国企印度钢铁管理局公司（Steel Authority of India, SAIL）于1974年在兰契设有研究中心，现为该国最大的钢铁研究中心，有超过350名研究员。

## 历史
兰契是贾坎德邦从比哈尔邦分离运动的中心，改运动导致了2000年11月15日贾坎德邦脱离比哈尔邦而成立。